# Ulf Hohmann
Ulf Hohmann (* 9. Juli 1963 in Stuttgart) ist ein deutscher Verhaltensforscher, dessen Studien über den Waschbären und Schwarzwild maßgeblich zum Verständnis des Sozialverhaltens und Management der Tierarten und seiner Ausbreitung im deutschsprachigen Raum beigetragen haben.

## Biografie
Ulf Hohmann schloss sein Studium der Biologie an den Universitäten Tübingen und Kiel 1992 als Diplom-Biologe ab. Nach dem Abschluss seiner Dissertation bei Antal Festetics an der Forstlichen Fakultät der Universität Göttingen 1998 war er einige Jahre lang  Vorsitzender der Gesellschaft für Wildökologie und Naturschutz e.V. (GWN). In dieser Funktion trat er in den Medien gelegentlich als Experte für die zunehmende Verstädterung von Wildtieren auf. Derzeit (Stand: Juni 2021) ist er Leiter der Forschungsgruppe Wildökologie der in Trippstadt ansässigen Forschungsanstalt für Waldökologie und Forstwirtschaft.

## Beitrag zur Waschbärforschung
Im Rahmen seiner Dissertation führte Ulf Hohmann zusammen mit einigen Mitarbeitern von 1992 bis 1998 die erste systematische Untersuchung der Waschbärpopulation in Deutschland durch. Die telemetrische Messung der Bewegungsmuster der im niedersächsischen Solling lebenden Waschbären ergab, dass diese ein variables geschlechtsspezifisches Sozialverhalten aufweisen. Zum gleichen Ergebnis kam 1994 auch der US-Amerikaner S. D. Gehrt bei der Untersuchung des Sozialverhaltens von Waschbären in Texas. Die frühere Annahme, dass es sich bei Waschbären um Einzelgänger handelt, wurde somit widerlegt.
Ergänzt wurde die Studie durch die Beobachtung des natürlichen Verhaltens einiger von Hand aufgezogener und anschließend ausgewilderter Jungtiere. Diese von der Diplomandin Franziska Kalz im Jahr 1995 begonnene Arbeit wurde ab dem Frühjahr 1996 vom Tierfotografen Ingo Bartussek fotografisch begleitet. Ulf Hohmann führte nach Abgabe seiner Dissertation im Jahr 1999 zudem die erste Studie außerhalb Nordamerikas über verstädterte Waschbären in der hessischen Kleinstadt Bad Karlshafen durch. Im Jahr 2001 veröffentlichte Ulf Hohmann schließlich die Monografie Der Waschbär, in der er die Tierart und seine Forschungsergebnisse anschaulich vorstellte. Neben zahlreichen Fotografien von Ingo Bartussek enthält das Buch auch einen Abschnitt des Tierarztes Bernhard Böer über die Aufzucht von Waschbärwelpen.
Fortgeführt wird Hohmanns Forschungsarbeit von Frank-Uwe Michler, der nach seiner Mitarbeit an der von Ulf Hohmann geleiteten Studie über verstädterte Waschbären in Kassel (2001–2003) seit März 2006 im Müritz-Nationalpark erstmals die Verbreitung des Waschbären in seinem ostdeutschen Verbreitungsgebiet untersucht.

## Schriften (Auswahl)
- Untersuchungen zur Raumnutzung des Waschbären (Procyon lotor L. 1758) im Solling, Südniedersachsen, unter besonderer Berücksichtigung des Sozialverhaltens (= Hainholz Forstwissenschaften. Band 5). Hainholz, Göttingen / Braunschweig 1998, ISBN 3-932622-25-1 (zugleich Dissertation an der Universität Göttingen 1998).
- Raumnutzung und Sozialverhalten des Waschbären in Mitteldeutschland. In: Wildbiologie. 3/2000, Infodienst Wildbiologie & Oekologie, WB-Artikel 8/9 – Zürich, Schweiz, 16 S.
- zusammen mit Ingo Bartussek und Bernhard Böer: Der Waschbär, Oertel+Spörer, Reutlingen 2001, 2. überarbeitete Auflage 2005, ISBN 3-88627-304-0.